# Edificio Cuzco IV
El Edificio Cuzco IV, situado en el paseo de la Castellana n.º 141, es un rascacielos de Madrid construido en 1979 por el arquitecto Mariano García Benito. Debido a diferentes ordenanzas que delimitaban la altura y volumen, el edificio debió tener en cuenta los otros edificios de la plaza de Cuzco.

## Características
La construcción está compuesta por tres crujías, la del centro destaca por ser la más alta y la más ancha, dando cabida a los aseos, escaleras, ascensores y otros servicios. Los laterales del edificio están adosados de forma asimétrica.